# Бокач, Александр Иосифович
Бокач Александр Иосифович (род. 21 мая 1942 г.) — белорусский государственный деятель, заместитель председателя Совета Министров Республики Беларусь (1992—1994).

## Биография
В 1969 году окончил Белорусский институт механизации сельского хозяйства (заочно).
Работал в колхозе Ляховичского района слесарем, старшим инженером совхоза «Адаховщина», секретарём парткома племзавода «Начало», председателем комбината «Беларусь». С 1982 года работал первым заместителем, затем председателем исполкома Столинского районного Совета народных депутатов, с 1984 года первым секретарём Столинского райкома Коммунистической партии Беларуси. В 1990 году назначен заместителем председателя исполкома Брестского областного Совета народных депутатов.
В 1992—1994 годах — заместитель Председателя Совета Министров Республики Беларусь.

## Награды и звания
Награждён орденами Октябрьской революции, Трудового Красного Знамени. Почётный гражданин Столинского района.